# Danh sách vùng đất của Sao Hỏa
Danh sách dưới đây liệt kê các vùng đất của Sao Hỏa theo quy tắc đặt tên của Hiệp hội Thiên văn Quốc tế (IAU). Các vùng đất này có thể là planitia hoặc planum tùy thuộc vào độ cao. Trong tiếng Việt, planitia được dịch là bình nguyên (vùng đất thấp) và planum được dịch là cao nguyên (vùng đất cao), phân biệt với terra được dịch là cao địa (vùng đất rộng lớn ở trên cao).

## Planitia
Planitia (số nhiều: planitiae) trong tiếng Latin có nghĩa là đồng bằng. Theo thuật ngữ miêu tả của IAU thì đây là những đồng bằng ở thấp.
| Tên               | Tọa độ                          | Kích thước (km) |
| ----------------- | ------------------------------- | --------------- |
| Acidalia Planitia | 50°B 21°T / 50°B 21°T           | 3.400           |
| Amazonis Planitia | 26°B 163°T / 26°B 163°T         | 2.800           |
| Arcadia Planitia  | 47°B 176°T / 47°B 176°T         | 1.900           |
| Argyre Planitia   | 50°N 43°T / 50°N 43°T           | 900             |
| Chryse Planitia   | 29°B 40°T / 29°B 40°T           | 1.500           |
| Elysium Planitia  | 3°B 155°Đ / 3°B 155°Đ           | 3.000           |
| Eridania Planitia | 38°N 122°Đ / 38°N 122°Đ         | 1.100           |
| Hellas Planitia   | 42°30′N 70°30′Đ / 42,5°N 70,5°Đ | 2.300           |
| Isidis Planitia   | 14°B 88°Đ / 14°B 88°Đ           | 1.200           |
| Utopia Planitia   | 47°B 118°Đ / 47°B 118°Đ         | 3.600           |

## Planum
Planum (số nhiều: plana) trong tiếng Latin có nghĩa là cao nguyên. Theo thuật ngữ miêu tả của IAU thì đây là những cao nguyên và những đồng bằng ở cao.

Bản đồ địa hình Sao Hỏa được thực hiện bởi Cục Khảo sát Địa chất Hoa Kỳ vào năm 2005.

| Tên                 | Vĩ độ    | Kinh độ   | Đường kính (km) |
| ------------------- | -------- | --------- | --------------- |
| Aeolis Planum       | 0,79°N   | 145,0°Đ   | 820             |
| Amenthes Planum     | 3,16°B   | 105,7°Đ   | 960             |
| Aonia Planum        | 57,71°N  | 281,0°Đ   | 650             |
| Argentea Planum     | 69,79°N  | 292,0°Đ   | 1.750           |
| Ascuris Planum      | 40,38°B  | 279,2°Đ   | 500             |
| Aurorae Planum      | 10,38°N  | 310,8°Đ   | 600             |
| Bosporus Planum     | 34,2°N   | 295,1°Đ   | 700             |
| Daedalia Planum     | 21,78°N  | 232,0°Đ   | 1.800           |
| Hesperia Planum     | 22,27°N  | 110,0°Đ   | 1.700           |
| Icaria Planum       | 43,18°N  | 253,5°Đ   | 650             |
| Lucus Planum        | 3,96°N   | 182,0°Đ   | 864             |
| Lunae Planum        | 10,38°B  | 294,0°Đ   | 1.800           |
| Malea Planum        | 64,75°N  | 65,0°Đ    | 900             |
| Meridiani Planum    | 0,2°B    | 357,5°Đ   | 1.100           |
| Nepenthes Planum    | 12,46°B  | 113,4°Đ   | 1.660           |
| Oenotria Plana      | 8°N      | 76°Đ      | 925             |
| Olympia Planum      | 81,91°B  | 195,0°Đ   | 1.000           |
| Ophir Planum        | 8,7°N    | 302,5°Đ   | 650             |
| Oxia Planum         | 18,275°B | 335,368°Đ |                 |
| Parva Planum        | 75,85°N  | 257,0°Đ   | 750             |
| Planum Angustum     | 79,69°N  | 276,5°Đ   | 200             |
| Planum Australe     | 83,93°N  | 160,0°Đ   | 1.450           |
| Planum Boreum       | 87,98°B  | 15,0°Đ    | 1.100           |
| Planum Chronium     | 59,72°N  | 140,0°Đ   | 550             |
| Promethei Planum    | 78,88°N  | 90,0°Đ    | 850             |
| Sinai Planum        | 13,35°N  | 272,0°Đ   | 900             |
| Sisyphi Planum      | 69,79°N  | 5,0°Đ     | 1.100           |
| Solis Planum        | 25,25°N  | 273,5°Đ   | 1.700           |
| Syria Planum        | 13,06°N  | 256,1°Đ   | 740             |
| Syrtis Major Planum | 8,41°B   | 69,5°Đ    | 1.350           |
| Thaumasia Planum    | 24,45°N  | 295,7°Đ   | 650             |
| Zephyria Planum     | 0,99°N   | 153,1°Đ   | 550             |